# Гонди (род)
Гонди (на италиански: Gondi) е благороднически банкерски род от Флоренция, кредитори на фамилията Медичи през XVI век. През XV век фамилията се стабилизира във Франция.

Родоначалник на рода е Гондо Гонди, който през 1251 г., заседавал във флорентийския сенат и поставил своя подпис на договора с генуезците. Неговите потомци носили титлата велик приор на републиката.
Архитектът Джулиано да Сангало (1445 – 1516) строи през 1490 – 1494 г. Палацо Гонди на Пиаца Сан Фирензе във Флоренция. За Джулиано Гонди през 1501 г. Джулиано да Сангало изрисува Палацо Гонди, централната резиденция на фамилията. Бабата на Козимо Медичи произлиза от фамилията Гонди.
През 1505 г. Алберто Гонди (1486 – 1560), открива собствена банка в Лион и получава в 1547 г. достъп във френския двор на Катерина Медичи, съпруга на Анри II. Той получава службата maître d’hôtel на младия херцог на Анжу, по-късния Анри III. Жена му, Мари-Катерин дьо Пиерревив, става gouvernante des enfants de France или гувернатка на кралските деца. Неговият син Алберт дьо Гонди (1522 – 1602) е френски генерал, Катерина Медичи го протежира. Той има високи постове и става херцог де Рец (1581) и 1573 г. маршал на Франция. Неговият син Пиер дьо Гонди (1533 – 1616) става кардинал, вторият му син Шарл дьо Гонди е генерал на галерите, третият му син, Жан-Франсоа дьо Гонди (1584 – 1654), е от 1622 до 1654 г. първият архиепископ на Париж. Внук му Жан-Франсоа Пол дьо Гонди (1613 – 1679) е кардинал, архиепископ на Париж (1654 – 1662) и знаменит мемоарист.
- Albert de Gondi (1522-1602), duc de Retz
- Pierre de Gondi (1533-1616), évêque de Paris, cardinal de Retz
- Henri de Gondi (1572-1622), évêque de Paris, cardinal de Retz
- Philippe-Emmanuel de Gondi (1581-1662), comte de Joigny, marquis de Belle-Île
- Jean-François de Gondi (1584-1654), premier archevêque de Paris
- Henri de Gondi (1590-1659), duc de Retz
- Pierre de Gondi (1602-1676), duc de Retz
- Jean-François Paul de Gondi (1613-1679), Cardinal de Retz, évêque de Langres, archevêque de Paris
- Paule-Marguerite Françoise de Gondi (1655-1716), duchesse de Retz, duchesse de Lesdiguières.